# 安身立命
安身立命（日语：ユーバーレーベン），是日本純種競賽馬匹。生涯活躍於中距離賽事，曾勝出2021年優駿牝馬（日本橡樹大賽）。

## 出賽前
2018年1月27日出生於北海道新冠町大紅牧場，成長途中於一口馬主俱樂部Thoroughbred Club Ruffian Ltd.進行馬主募集。
其後交由美浦訓練中心練馬師手塚貴久訓練。

## 競賽生涯

### 2歲
2020年6月14日出戰東京競馬場2歲新馬戰，比賽途中於直路上成功加速衝出，最終以鼻位壓贏Guadeloupe取得首勝。
9月5日出戰札幌兩歲錦標，比賽初段處於後方位置，進入對面直路後急劇加速怕爬升至先頭。進入直路後，其嘗試加速並成功跑出末腳，但仍然未能追上前方的純淨之輝，最終以頸位差距落敗。
其後出戰月神錦標，然而比賽初段留後之下於直路未能衝出，最終以第九大敗。
其後出戰阪神牝馬錦標，賽前僅獲得第六人氣。比賽開始後，其選擇於後方位置等待位置，進入直路後於外檔位置大步向前加速，但未能超越前方率先衝出的純淨之輝及里見女尊，以第三完賽。

### 3歲
2021年年初原定以櫻花賞前哨戰鬱金香賞作爲年度首戰，但於2月21日出現腹絞痛下決定避戰，並轉戰賽期較後、同樣爲前哨戰的百花盃。比賽開始後，其於中團靠後位置慢步推進，並於進入直路後再度抽出外檔加速。雖然其於直路上發揮實力跑出不俗的末腳速度，但最終未能追上Ho O Ixelles及Enthusiasm下以第三完賽。
由於在前哨戰之中發揮不佳，陣營決定避戰櫻花賞並改爲以優駿牝馬作爲目標，亦安排其出戰前哨戰花仙錦標，但於其中再度因爲直路上的加速不足而獲得第三。
5月23日按照計劃出戰優駿牝馬，賽前以8.9倍的獨贏賠率獲得第三人氣。比賽開始後，其於中團靠後位置展開追走，並於比賽途中逐步加速至第八左右的位置。進入直路後，其展現良好的反應響應騎師杜滿萊的指揮進行加速，於直路一直壓制一同衝出的赤鳥之女並取得領先，後續保持速度阻止後方Hagino Pilina及Tagano Passion的挑戰，最終成功以1馬位優勢壓贏對手取得首個一級賽優勝。

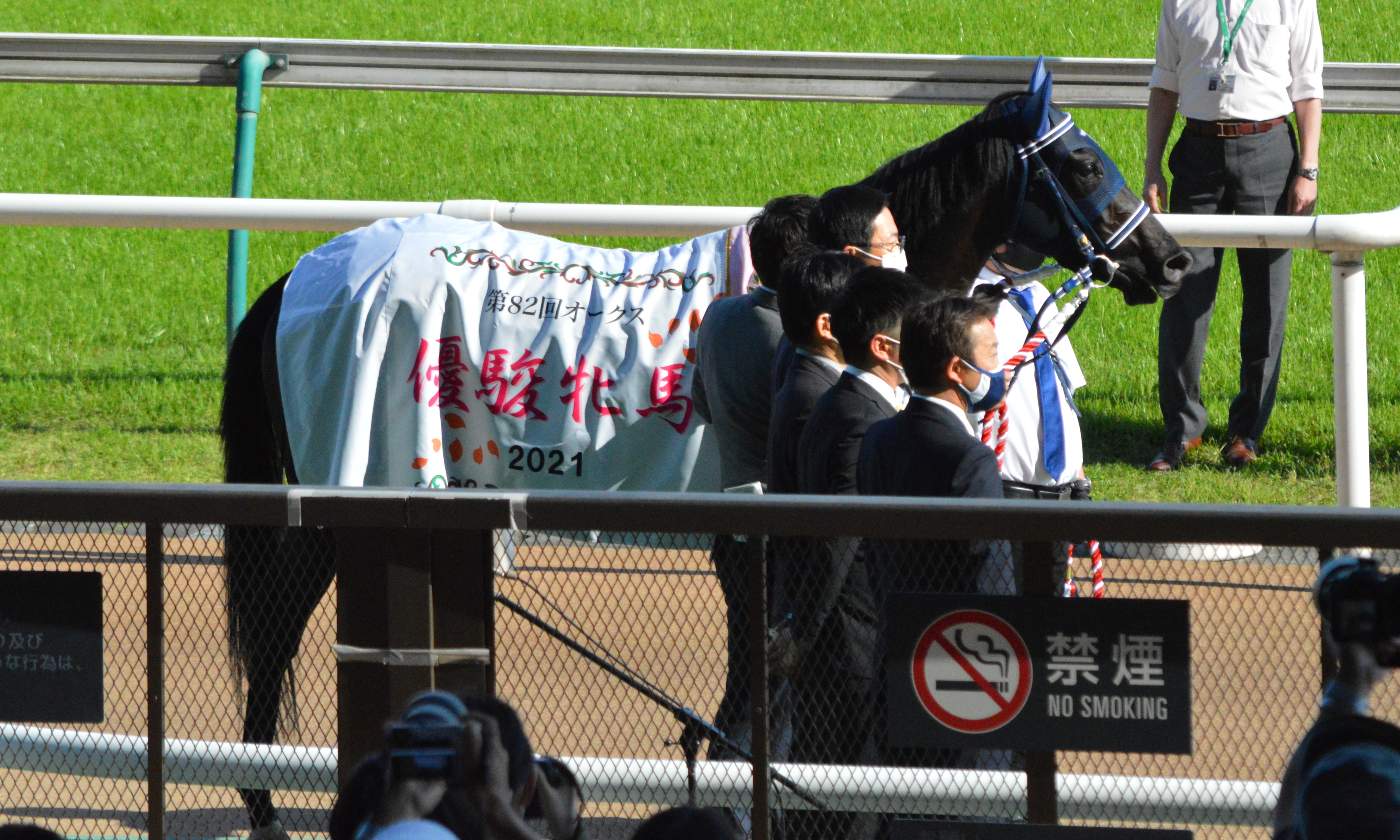
優駿牝馬頒獎儀式

入秋後於10月27日直走秋華賞，但於直路途中毫無表現，最終完全未能加速之下以第十三大敗。
11月28日出戰日本盃，比賽初段留後之下以第九的位置進入直路，然而於其中被馬群阻擋之下未能最大程度加速，縱使其於直路中段穿插仍然無補於事，最終以第六落敗。

### 4歲
2022年以京都紀念作爲首戰，雖然本次比賽選擇先行位置，但於直路上未能保持速度，最終些微失速下以第五完賽。
其後陣營安排其遠征阿聯酋出戰杜拜司馬經典賽，比賽途中其保持良好鬥志，發揮不俗的實力下跑獲一席第五。
進入夏天後其出戰札幌紀念，使用後上戰術但未能加速衝出下以第十一大敗。
其後出戰秋季天皇賞及日本盃，但未能發揮水準之下分別以第八及第十完賽。

### 5歲
2023年1月22日出戰美國賽馬會盃作爲年度首戰，於比賽途中成功進行長距離加速不斷爬升，於直路上亦跑出不俗表現，最終以第三完賽。
其後原定打算出戰金鯱賞，但2月28日時被發現左前腳對觸診有所反應，進行詳細檢查後確認爲肌腱炎，康復或許需時9個月。對於此情況，陣營於商討過後在3月2日宣佈安排其退役，並於翌日取消日本中央競馬會的賽駒註冊。

### 詳細賽績
| 日期       | 舉辦國家 | 馬場 | 距離   | 級別 | 賽事名稱         | 負重 | 騎師     | 馬號 | 出馬 | 名次 | 時間     | 頭馬（二馬）   |
| ---------- | -------- | ---- | ------ | ---- | ---------------- | ---- | -------- | ---- | ---- | ---- | -------- | -------------- |
| 14/6/2020  | 日本     | 東京 | 草1800 |      | 2歲新馬          | 54   | 戶崎圭太 | 1    | 12   | 1    | 1:52.6   | （Guadeloupe） |
| 5/9/2020   | 日本     | 札幌 | 草1800 | GIII | 札幌兩歲錦標     | 54   | 戶崎圭太 | 8    | 14   | 2    | 1:48.2   | 純淨之輝       |
| 31/10/2020 | 日本     | 東京 | 草1600 | GIII | 月神錦標         | 54   | 柴田大知 | 5    | 16   | 9    | 1:35.7   | 純淨之輝       |
| 13/12/2020 | 日本     | 阪神 | 草1600 | GI   | 阪神兩歲牝馬錦標 | 54   | 杜滿萊   | 11   | 18   | 3    | 1:33.2   | 純淨之輝       |
| 20/3/2021  | 日本     | 中山 | 草1800 | GIII | 百花盃           | 54   | 丹内祐次 | 13   | 16   | 3    | 1:49.4   | Ho O Ixelles   |
| 25/4/2021  | 日本     | 東京 | 草2000 | GII  | 花仙錦標         | 54   | 杜滿萊   | 3    | 17   | 3    | 1:59.6   | Cool Cat       |
| 23/5/2021  | 日本     | 東京 | 草2400 | GI   | 優駿牝馬         | 55   | 杜滿萊   | 9    | 18   | 1    | 2.24.5   | （赤鳥之女）   |
| 17/10/2021 | 日本     | 阪神 | 草2000 | GI   | 秋華賞           | 55   | 杜滿萊   | 11   | 16   | 13   | 2:02.7   | 赤鳥之女       |
| 28/11/2021 | 日本     | 東京 | 草2400 | GI   | 日本盃           | 53   | 杜滿萊   | 14   | 18   | 6    | 2:25:5   | 鐵鳥翱天       |
| 13/2/2022  | 日本     | 阪神 | 草2200 | GII  | 京都紀念         | 54   | 杜滿萊   | 6    | 13   | 5    | 2:12.3   | 非洲寶金       |
| 26/3/2022  | 阿聯酋   | 美丹 | 草2410 | GI   | 杜拜司馬經典賽   | 54.5 | 連達文   | 15   | 15   | 5    | 紀錄缺失 | 大帝           |
| 21/8/2022  | 日本     | 札幌 | 草2000 | GII  | 札幌紀念         | 55   | 杜滿萊   | 14   | 16   | 11   | 2:02.6   | 金積驥         |
| 30/10/2022 | 日本     | 東京 | 草2000 | GI   | 秋季天皇賞       | 56   | 杜滿萊   | 14   | 15   | 8    | 1:58.3   | 春秋分         |
| 27/11/2022 | 日本     | 東京 | 草2400 | GI   | 日本盃           | 55   | 杜滿萊   | 17   | 18   | 10   | 2:24.7   | 飄揚青帆       |
| 22/1/2023  | 日本     | 中山 | 草2200 | GII  | 美國賽馬會盃     | 55   | 杜滿萊   | 6    | 14   | 3    | 2:13.7   | 北橋           |

## 退役後
退役後，安身立命成爲了繁殖雌馬，於北海道新冠町大紅牧場休養，於2023年進行配種，但最終確認受胎不成功。首匹子嗣於2025年出生，可於2027年出賽。

### 詳細繁殖資料
| 數目 | 馬名         | 出生年 | 性別 | 父系   | 練馬師 | 馬主 | 戰績       |
| ---- | ------------ | ------ | ---- | ------ | ------ | ---- | ---------- |
|      | （受胎失敗） |        |      | 拼百圖 |        |      |            |
| 首匹 | 安身立命2025 | 2025   | 雄   | 春秋分 |        |      | （出賽前） |

## 血統簡介
父系黃金船爲日本賽駒，生涯戰績彪炳，曾勝出皋月賞、菊花賞、有馬紀念及春季天皇賞等賽事，亦爲首匹連霸寶塚紀念的賽駒。祖父黃金旅程爲日本賽駒，生涯戰績不俗，曾勝出香港瓶，退役後配種成績亦非常優秀。
母系Meine Theresia爲日本賽駒，生涯出戰三場賽事僅勝出一場。外祖父五月玫瑰爲美國賽駒，生涯戰績優秀，曾勝出一級賽韋特尼讓賽及杜拜世界盃。

### 血統表
| 父線：週日寧靜系（Halo系）                   |                                 |                 |                |
| 種馬 黃金船 2009年（灰色）                   | 黃金旅程 1994年（深棗色）       | 週日寧靜        | Halo           |
| 種馬 黃金船 2009年（灰色）                   | 黃金旅程 1994年（深棗色）       | 週日寧靜        | Wishing Well   |
| 種馬 黃金船 2009年（灰色）                   | 黃金旅程 1994年（深棗色）       | Golden Sash     | Dictus         |
| 種馬 黃金船 2009年（灰色）                   | 黃金旅程 1994年（深棗色）       | Golden Sash     | Dyna Sash      |
| 種馬 黃金船 2009年（灰色）                   | Pointed Flag 1998年（灰色）     | 目白麥昆        | Mejiro Titan   |
| 種馬 黃金船 2009年（灰色）                   | Pointed Flag 1998年（灰色）     | 目白麥昆        | Mejirp Aurora  |
| 種馬 黃金船 2009年（灰色）                   | Pointed Flag 1998年（灰色）     | Pastoralism     | Pastoralism    |
| 種馬 黃金船 2009年（灰色）                   | Pointed Flag 1998年（灰色）     | Pastoralism     | Tokuno Eighty  |
| 繁殖雌馬 Meine Theresia 2007年（黑色）       | 五月玫瑰 2000年（棕色）         | Devil His Due   | Devil's Bag    |
| 繁殖雌馬 Meine Theresia 2007年（黑色）       | 五月玫瑰 2000年（棕色）         | Devil His Due   | Plenty O'Toole |
| 繁殖雌馬 Meine Theresia 2007年（黑色）       | 五月玫瑰 2000年（棕色）         | Tell a Secret   | Speak John     |
| 繁殖雌馬 Meine Theresia 2007年（黑色）       | 五月玫瑰 2000年（棕色）         | Tell a Secret   | Secret Retreat |
| 繁殖雌馬 Meine Theresia 2007年（黑色）       | Meine Nouvelle 2000年（深棗色） | 百仁時間        | 雷弼圖         |
| 繁殖雌馬 Meine Theresia 2007年（黑色）       | Meine Nouvelle 2000年（深棗色） | 百仁時間        | Kelley's Day   |
| 繁殖雌馬 Meine Theresia 2007年（黑色）       | Meine Nouvelle 2000年（深棗色） | Meine Pretender | 沙驃           |
| 繁殖雌馬 Meine Theresia 2007年（黑色）       | Meine Nouvelle 2000年（深棗色） | Meine Pretender | Giladah        |
| 雌系：號族：6-b                              |                                 |                 |                |
| 五代內近親交配：Halo 4x5、Hail to Reason 5x5 |                                 |                 |                |

## 命名由來
名字Uberleben（ユーバーレーベン）於德語中，帶有「倖存者」之意思，香港則取北宋僧人道原所編寫之《景德傳燈錄》第十卷中「安身立命」之典故作为翻譯。

## 外部連結
- 安身立命 netkeiba.com （页面存档备份，存于）
- 血統表 （页面存档备份，存于）